# Tomáš Radil
Tomáš Radil (8. listopadu 1930 Bratislava – 8. srpna 2021) byl československý neurolog, psychofyziolog, psycholog a spisovatel.

## Život
Narodil se v Bratislavě, ve slovensko-maďarské židovské rodině. Mládí prožil ve Štúrovu (tehdy Parkan). Gymnázium navštěvoval v sousední maďarské Ostřihomi. V červnu 1944 byla celá rodina internována ve sběrném táboře v Levicích. Tomáš Radil byl pak od 16. června 1944 internován v koncentračním táboře Auschwitz-Birkenau, po půl roce pak v koncentračním táboře Auschwitz I. Po osvobození a návratu do Československa pokračoval ve studiu, vystudoval Lékařskou fakultu Univerzity Karlovy v Praze. Pracoval ve Fyziologickém ústavu Československé akademie věd v Praze, specializoval se na výzkum mozku. Byl vedoucím Katedry psychofyziologie a klinické psychologie na Filozofické fakultě Univerzity Karlovy. Zabýval se též tématem holokaustu, napsal autobiografii s názvem Ve čtrnácti sám v Osvětimi, ve které je popsán jeho příběh jako příběh chlapce se jménem Tomáš Weiss; kniha byla přeložena do několika světových jazyků.
Obdržel čestný doktorát Helsinské univerzity.

## Dílo
- RADIL, Tomáš. Nové poznatky o mozku. Malá moderní encyklopedie, Sv. 44. Praha: Orbis, 1964.
- RADIL, Tomáš. K mechanismu spánku. Studie ČSAV, 1969/č.2. Praha: Academia, nakladatelství Československé akademie věd, 1969.
- RADIL, Tomáš. Spánek a bdění. Praha: Academia, 1978.
- RADIL, Tomáš. Základy neurofyziologie pro studující psychologie. 2. přeprac. vyd. Praha: Státní pedagogické nakladatelství, 1978.
- RADIL, Tomáš. Ve čtrnácti sám v Osvětimi. Paměť. Praha: Academia, 2009. ISBN 978-80-200-1555-6.RADIL, Tomáš. Holocaust a Evropa po sedmdesáti letech: sociálně-psychologické mechanismy, dopady, asociace. Praha: Academia, 2016. ISBN 978-80-200-2643-9.